# Les Quartiers d'hiver
Les Quartiers d'hiver est un roman de Jean-Noël Pancrazi publié le 12 septembre 1990 aux éditions Gallimard et ayant reçu la même année le prix Médicis.

## Résumé

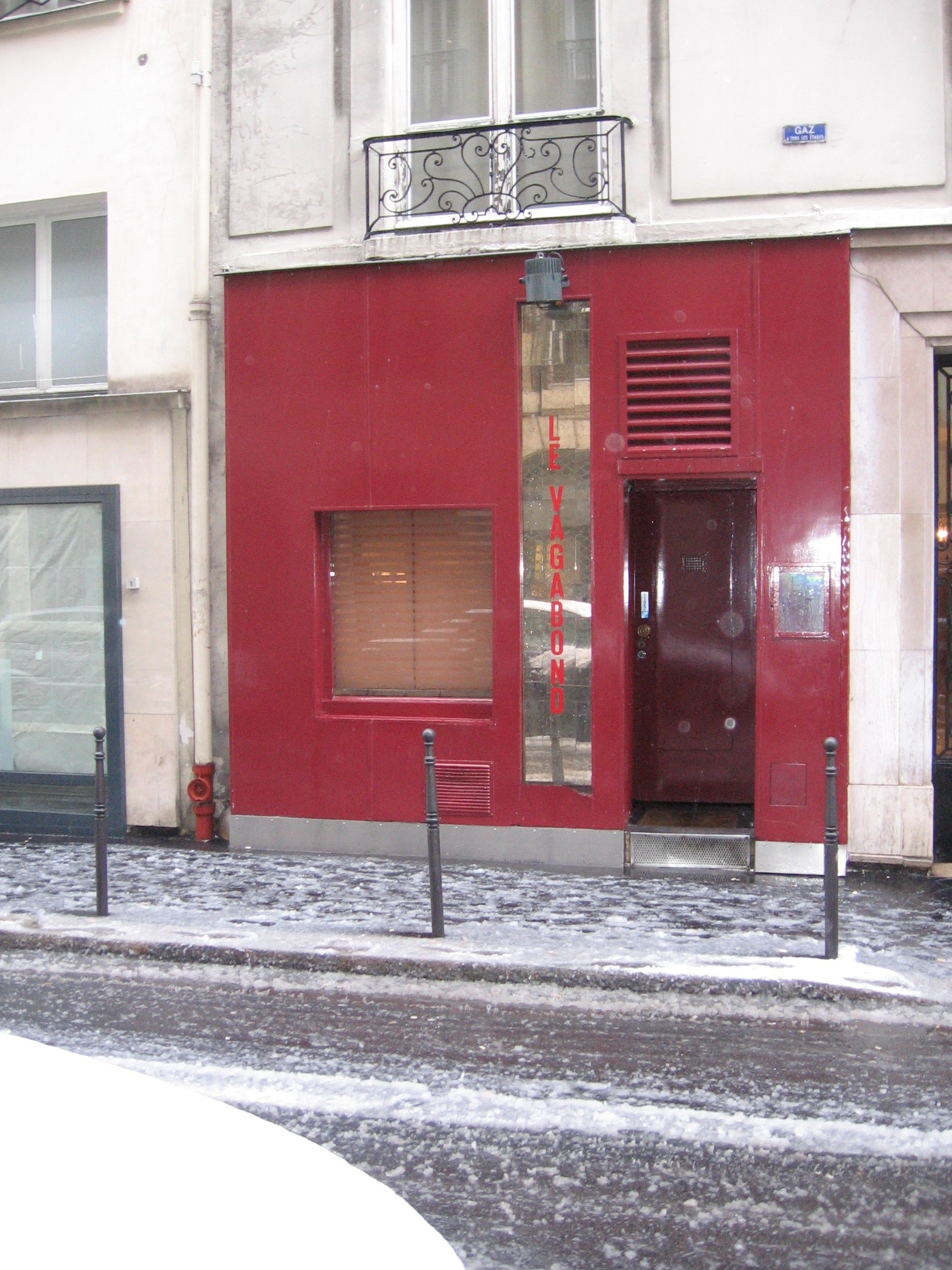
Le Vagabond, bar gay de la rue Thérèse à Paris.

Le narrateur des Quartiers d'hiver évoque la vie d'un bar gay parisien, ses amours avec un jeune sans abri, son amitié avec un peintre adonné au S/M, sur fond d'épidémie de sida, mais aussi son enfance de pied-noir en Algérie.

## Éditions
- Les Quartiers d'hiver, Gallimard, 1990  (ISBN 2070720071).